# Zveza za ljudsko gibanje
Zveza za ljudsko gibanje (francosko Union pour un Mouvement Populaire, UMP) je desno-sredinska politična stranka, ena od dveh glavnih sodobnih političnih strank v Franciji, poleg nje je to še levo-sredinska Socialistična stranka (PS). Ustanovljena je bila z združitvijo več desno-sredinskih strank pod vodstvom Jacquesa Chiraca leta 2002. Sedanji voditelj stranke Nicolas Sarkozy je bil leta 2007 izvoljen za predsednika države, stranka pa ima trenutno absolutno večino v Narodni skupščini. UMP je članica Evropske ljudske stranke (EPP), Centristične demokratske internacionale (CDI) in Mednarodne demokratske zveze (IDU).

## Zgodovina

### Ozadje
Vse od 80. let 20. stoletja so se politične skupine parlamentarne desnice poskušale združiti moči okoli vresnot gospodarskega liberalizma in gradnje Evrope. Poenoteni tekmeci z leve sredine so prispevali k njihovemu porazu na zakonodajnih volitvah 1981 in 1988. Pred volitvami 1993 sta gaullistično-konzervativni Zbor za Republiko (RPR) in centristična Zveza za francosko demokracijo (UDF) oblikovala volilno enotno listo Zvezo za Francijo. Na predsedniških volitvah 1995 sta bili stranki razdeljeni na somišljenike Jacquesa Chiraca, ki je bil na koncu tudi izvoljen, in podpornike Edouarda Balladurja. Po njunem porazu na zakonodajnih volitvah 1997 sta RPR in UDF ustanovili Zvezo za Francijo z namenom koordiniranja dejanj njunih parlamentarnih skupin.

### Ustanovitev in prva leta UMP
Pred predsedniškimi volitvami 2002 so Chiracovi zavezniki, porazdeljeni v tri desno-sredinske parlamentarne stranke, oblikovali zvezo, tako imenovano Zvezo v gibanju (Union en mouvement). Po ponovni izvolitvi Chiraca je bila pred zakonodajnimi volitvami 2002 ustanovljena še Zveza za predsedniško večino (Union pour la majorité présidentielle). Nekaj mesecev kasneje je bila kot stalna organizacija preimenovana v sedanjo Zvezo za ljudsko gibanje.
UMP je bila ustanovljena z združitvijo gaullistično-konzervativnega Zbora za Republiko (RPR), konzervativno-liberalne Liberalne demokracije (DL), dela centristične Zveze za francosko demokracijo (krščanskih demokratov, UDF), socialno-liberalne Radikalne stranke in centristične Ljudske stranke za francosko demokracijo. Tako se se v UMP združile štiri glavne politične družine Francije: gaullizem, liberalizem (republikanizem), krščanska demokracija (popularizem) in radikalizem.
Prvotno je bila stranka namenjena podpori Chiracovemu predsedovanju, vendar je stranka od leta 2004 kazala naraščajoče znake neodvisnosti. Nepriljubljenost Raffarinove vlade je vodila večino članov UMP k podpori Nicolasu Sarkozyu, tekmecu Chiraca. Stranka je pod Sarkozyjem nasprotovala turškemu vstopu v Evropsko zvezo, ki ga je Chirac pred tem večkrat javno podprl, in s tem zavzela precej bolj desno-sredinsko pozicijo.
Na francoskih pokrajinskih volitvah 2004 je UMP doživela hud udarec, od 22 regij je zmagala le na dveh (Alzaciji in Korziki),  prav tako je dobila le polovico departmajev (desnica je imela pred tem precejšnjo večino). Na evropskih parlamentarnih volitvah junija 2004 je prav tako doživela poraz, s 16,6% glasov, daleč zadaj za Socialistično stranko in 16 sedeži je dosegla doslej najnižjo točko.
Prvi predsednik UMP Alain Juppé, bližnji prijatelj Chiraca, je 15. julija, potem ko je bil obsojen politične korupcije v januarju istega leta, podal svoj odstop. 29. novembra je Sarkozy naznanil prevzem strake in odstopil s položaja finančnega ministra ter s tem končal mesece dolge špekulacije. Neuspeh referenduma o sprejemu Evropske ustave 25. maja 2005 je vodil k padcu Raffarina in oblikovanju novega ministrskega kabineta, ki ga je prevzel Dominique de Villepin, prav tako iz stranke UMP.

### Nicolas Sarkozy
22. aprila 2007 je Sarkozy v prvem krogu predsedniških volitev dobil relativno večino glasov, v drugem krogu 6. maja pa se je srečal s kandidatko Socialistov Ségolène Royal. Zmagal je s 53,1% glasov in posledično 14. maja, dva dni pred nastopom predsedovanja državi, odstopil s položaja predsednika UMP. Za ministrskega predsednika je bil predlagan François Fillon. 17. junija je UMP na zakonodajnih volitvah dobila večino sedežev 313 od 577, čeprav se jih je nadejala več.
Na občinskih in kantonalnih volitvah je bila stranka hudo poražena, izgubila številna mesta, med drugim Toulouse in Strassbourg, 8 departmajev je predala levici. Leta 2008 je bil za generalnega tajnika stranke imenovan Xavier Bertrand, ki je na tem mestu zamenjal Patricka Devedjiana, ki je s prevzemom pozicije v ministrskem kabinetu odstopil s tega položaja. Na evropskih parlamentarnih volitvah 2009 je nastopila skupaj z manjšo Radikalno stranko, Novim centrom in Moderno levico ter z 29 sedeži precej izboljšala položaj iz leta 2004. V nasprotju z Evropo se je leta 2010 na pokrajinskih volitvah ponovno odrezala slabo, izgubila Korziko, obdržala le Alzacijo.
V preoblikovanju kabineta novembra 2010, ki je razočaral centriste znotraj in zunaj UMP-ja, je bil Fillon potrjen za ministrskega predsednika, Juppé se je po treh letih zunaj politike ponovno vrnil nazaj, odstopili so Bernard Kouchner, Hervé Morin in Jean-Louis Borloo. Na mesto generalnega tajnika je bil imenovan Jean-François Copé, Xavier Bertrand se je vrnil v kabinet.
V času strankinega kongresa maja 2011 se je Radikalna stranka, ki jo je vodil Borloo, odločila zapustiti UMP in izstrelila "Zavezništvo", novo centristično koalicijo.

## Frakcije
- liberalni konservativci oz. Sarkozysti (konservativci, liberalni konservativci, konservativni liberalci): Nicolas Sarkozy, Jean-Claude Gaudin, Jean-Pierre Raffarin, Valéry Giscard d'Estaing, Édouard Balladur, Dominique Bussereau, Michel Barnier, Dominique Perben, Jean-François Mattei, Renaud Donnedieu de Vabres, Charles Millon, Alain Lamassoure, Brice Hortefeux, Joseph Daul, Rachida Dati, Bernard Accoyer, Margie Sudre, Marie-Hélène Descamps
- reformatorji (klasični liberalci): Hervé Novelli, Gérard Longuet, Alain Madelin, Patrick Devedjian, Philippe Cochet, Jean-Pierre Soisson, Claude Goasguen, Pierre Lellouche, Luc Chatel, Louis Giscard d'Estaing, Jean-Jacques Descamps
- demokratski in ljudski (krščanski demokrati, centristi): Philippe Douste-Blazy, Pierre Méhaignerie, Adrien Zeller, Jacques Barrot, Nicole Fontaine, Pierre-André Wiltzer, Marc-Philippe Daubresse, Alain Joyandet, Antoine Herth
- neo-gaullisti (gaullisti, sekularni konzervativci: Jacques Chirac, Michèle Alliot-Marie, Jean-Louis Debré, Jean-François Copé, Alain Juppé, Patrick Ollier, François Baroin, Xavier Bertrand, Xavier Darcos, Valérie Pécresse, Christine Albanel, Éric Wœrth, Roger Karoutchi, Josselin de Rohan, Adrien Gouteyron, Hervé Mariton, François Baroin
  - iniciativno in svobodnjaško gibanje (gaullisti, narodni konservativci): Bernard Debré, Yves Guéna, Eric Raoult, Jean Tiberi
  - socialni gaullisti (levo-krilni gaullisti, socialni demokrati): François Fillon, Roselyne Bachelot, Jean-Jacques Aillagon, Jean Mattéoli
- naprednjaki (nekdanji socialistični social-liberalci): Éric Besson
- prosta desnica (konservativni liberalci, libertarijanci, suverenisti): Rachid Kaci, Alexandre del Valle, Étienne Blanc, Yannick Favennec, François d'Aubert
- krščansko-demokratska stranka (socialni konservativci, krščanski demokrati): Christine Boutin, Jean-Frédéric Poisson, Charles de Champeaux
- Zbor za Francijo (narodni konservativci, suverenisti): Charles Pasqua, Lionnel Luca, Jacques Myard, Jean-Jacques Guillet, Philippe Pemezec
- plava ekologija (centristični ekologi): Nathalie Kosciusko-Morizet

### Pridružene stranke
Krščansko demokratska stranka, Zbor za Francijo, Progressives in Sodobna levica so pridružene stranke UMP. Poleg njih delujejo v sklopu UMP tudi prekomorske stranke O Porinetia To Tatou Ai'a v Francoski Polineziji in Zbor–UMP v Novi Kaledoniji. Radikalna stranka je delovala znotraj UMP v letih 2002 do 2011.

### Predsedniške volitve
| Volilno leto | kandidat        | # glasov v 1. krogu | % glasov v 1. krogu | # glasov v 2. krogu | % glasov v 2. krogu |
| ------------ | --------------- | ------------------- | ------------------- | ------------------- | ------------------- |
| 2002         | Jacques Chirac  | 5.665.855           | 19,88%              | 25.537.956          | 82,21%              |
| 2007         | Nicolas Sarkozy | 11.448.663          | 31,18%              | 18.983.138          | 53,06%              |

### Zakonodajne volitve
| Volilno leto | # glasovi v 1. krogu | % glasovi v 1. krogu | # of 2nd round votes | % of 2nd round vote | # sedeži |
| ------------ | -------------------- | -------------------- | -------------------- | ------------------- | -------- |
| 2002         | 8.408.023            | 33,30%               | 10.026.669           | 47,26%              | 357      |
| 2007         | 10.289.737           | 39,54%               | 9.460.710            | 46,36%              | 313      |

### Evropske volitve
| Volilno leto | Število glasov | % glasovi | # sedeži |
| ------------ | -------------- | --------- | -------- |
| 2004         | 2.856.368      | 16,64%    | 17       |
| 2009         | 4.799.908      | 27,88%    | 29       |